# Marthe Wang
Marthe Haaland Wang (Bergen, 25 ottobre 1990) è una cantante norvegese.

## Biografia
Marthe Wang ha iniziato a cantare nel coro Oslo14 Vokalensemble, e nel 2017 ha pubblicato il suo album di debutto, Ut og se noe annet, che le ha fruttato una candidatura ai premi Spellemann, il principale riconoscimento musicale norvegese, al miglior album folk. Grazie al disco ha inoltre vinto un premio Tekstforfatterfondet e un premio Edvard per il cantautorato. Nel 2020 è uscito il secondo album Bakkekontakt, che ha marcato il suo primo ingresso nella classifica norvegese, dove ha raggiunto la 32ª posizione. Marthe Wang è anche la cugina della jazzista Ellen Andrea Wang.

## Discografia

### Album
- 2017 – Ut og se noe annet
- 2020 – Bakkekontakt

### Singoli
- 2016 – Til deg
- 2017 – Følg meg
- 2019 – No sier eg adiø
- 2020 – Lillebror